# Odo van Sully

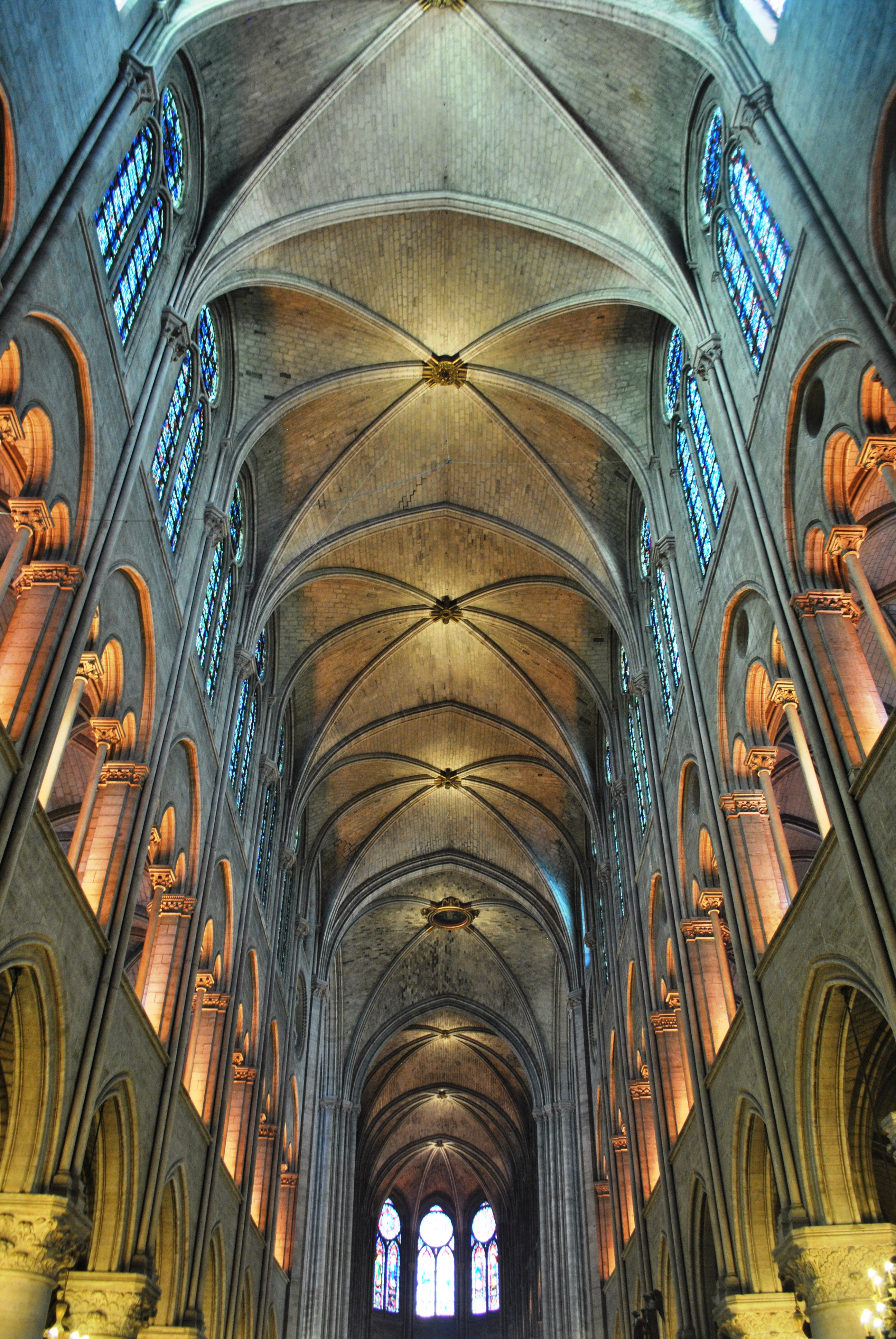
Schip van de Notre-Dame in Parijs

Odo van Sully (Sully-sur-Loire, 1166 – Parijs, 13 juli 1208) was bisschop van Parijs (1197-1208). Hij ging door met de bouw van de Notre-Dame, die zijn voorganger Mauritius van Sully had gestart; Mauritius was géén familie van hem.

## Levensloop
Zijn ouders waren Archambaud, heer van Sully, La Chapelle en Aix d’Angillon en Mahaut de Boisgency of Beaugency. Dit was lokale adel in de provincie Orléanais van het koninkrijk Frankrijk. De heerlijke titel van Sully kwam via grootmoeders kant, Agnes van Sully; zijn grootvader Willem I van Sully was immers onterfd als heer van Blois door overgrootvader Stefanus II van Blois. De familie leefde bijgevolg in het kasteel van Sully. Odo werd hier geboren in 1166.
Odo studeerde aan de kapittelschool van Parijs. Mogelijks was hij werkzaam in het kapittel van Bourges, vanaf 1183, wanneer zijn broer Hendrik aartsbisschop van Bourges werd. Na de dood van de bisschop van Parijs, Mauritius van Sully, verkoos het kapittel van Parijs unaniem Odo van Sully tot opvolger. Mauritius en Odo waren geen familie. Mauritius was afkomstig van lijfeigenen en Odo van adel. 
De belangrijkste taak van Odo was door te gaan met de bouw van de Notre-Dame: het transept en het schip rezen uit de steigers. Tijdens zijn pontificaat waren kerkdiensten al mogelijk in de onafgewerkte kathedraal. 
Odo voerde de verheffing van de hostie in, tijdens kerkdiensten. Hij organiseerde de misviering van Kerstmis, waarbij hij polyfone muziek van Perotinus introduceerde. Het Narrenfeest, dat doorging op 1 januari, tussen de altaren van de Notre-Dame was voor hem een doorn in het oog. De altaren werden geprofaneerd en de hoge clerus werd gehekeld door de lagere clerus. Met moeite kon hij dit feest bannen uit zijn kathedraal. In de plaats kwam een herdenking van de besnijdenis van Jezus. In andere verordeningen verbood Odo het uitreiken van de Communie aan kinderen. Hij eiste ook dat hosties bewaard werden in een schoon gehouden schaaltje, pyxis genaamd.
Odo leefde op ramkoers met koning Filips II Augustus, in tegenstelling tot zijn voorganger, bisschop Mauritius, die een goede relatie had met de koning. Odo steunde namelijk de verstoten koningin Ingeborg (1193). Omdat het huwelijk geen kinderen voortbracht, huwde Filips II met Agnes van Meranië. Dit gaf dynastieke onduidelijkheid en Odo koos de kant van de wettelijke koningin Ingeborg.
In 1199 stierf zijn broer, Hendrik van Sully, de kardinaal-aartsbisschop van Bourges en voormalig cisterciënzer abt. Het kapittel van Bourges verkoos een andere cisterciënzer, Willem van Bourges tot aartsbisschop, doch deze laatste aarzelde sterk. Zowel paus Innocentius III als Odo van Sully praatten in op Willem, die finaal aanvaardde.
Odo stichtte in het jaar 1204 de abdij Port-Royal des Champs voor de cisterciënzerinnen. Dit lag in de buurt van Versailles. Hij stierf in 1208.

## Geschriften
Alle decreten, verordeningen en verboden heeft Odo neergeschreven in 3 werken: Statuta et Donationes Piae, Synodicae Constitutiones en Vita Operaque.
- Gemeinsame Normdatei: 100955967
- International Standard Name Identifier: 0000 0004 3426 3001
- Nationale Bibliotheek van Tsjechië: kup19980000071923
- Système universitaire de documentation: 197363296
- Virtual International Authority File: 311428106
- WorldCat: E39PBJkMMyV43YrBDGX8prxFKd